# Genius (película de 2016)
Genius (en España: El editor de libros, en Latinoamérica: Pasión por las letras) es una película británico-estadounidense de 2016 de drama biográfico sobre el editor literario Max Perkins, dirigida por Michael Grandage y escrita por John Logan, basado en el libro ganador del Premio Nacional del Libro de 1978 Max Perkins: Editor of Genius de A. Scott Berg.
La película está protagonizada por Colin Firth, Jude Law, Nicole Kidman, Dominic West y Guy Pearce. Ha sido seleccionado para competir por el Oso de Oro en el 66.° Festival Internacional de Cine de Berlín.

## Sinopsis
Thomas Wolfe (Jude Law) es un diamante en bruto, un escritor de gran talento, pero incapaz de gestionar su creatividad. Su éxito y reconocimiento llegarán gracias a su editor, el gran Maxwell Perkins (Colin Firth), descubridor también de Hemingway (Dominic West),  Fitzgerald (Guy Pearce) y Steinbeck. Perkins dedicó miles de horas a pulir los defectos de la literatura del genial Wolfe, pues su desbordante imaginación le impedían ser concreto y preciso.  Pero sobre todo, con él y su esposa compartió una extraordinaria historia de amistad.

## Reparto
- Colin Firth como Maxwell Perkins.
- Jude Law como Thomas Wolfe.
- Nicole Kidman como Aline Bernstein.
- Dominic West como Ernest Hemingway.
- Guy Pearce como F. Scott Fitzgerald.
- Laura Linney como Louise Saunders.
- Vanessa Kirby como Zelda Fitzgerald.

## Producción

### Rodaje
La fotografía principal de la película comenzó el 19 de octubre de 2014 en Manchester, y terminó el 12 de diciembre de 2014.

## Recepción
La película ha recibido críticas mixtas por parte de la crítica y la audiencia. En el portal de internet Rotten Tomatoes, la película posee una aprobación de 42%, basada en 12 reseñas, con una puntuación de 5,7/10 por parte de la crítica, mientras que de parte de la audiencia tiene una aprobación de 54%. La página Metacritic le ha dado a la película una puntuación de 56 de 100, basada en 23 críticas, indicando "reseñas mixtas". En el sitio IMDb los usuarios le han dado una puntuación de 6,5/10.